# Grijze bananeneter
De grijze bananeneter (Crinifer piscator) is een vogel uit de familie Musophagidae (toerako's).

## Kenmerken
De vogel is ca. 50 cm lang, inclusief de staart die 24 tot 25 cm lang is. De vogel is op de kop en de borst grijsbruin gekleurd, met op de kruin een kuifje met bruine veertjes met lichte uiteinden. Van boven is de vogel zilvergrijs met donkere bruine vlekken. De stuit en bovenstaartdekveren zijn grijsbruin. Kenmerkend is de dikke, citroengele snavel die aan de basis groenachtige is. De ogen zijn donkerbruin, de poten zijn donkerbruin, bijna zwart.

## Verspreiding en leefgebied
Deze soort komt voor van Senegal en Gambia tot de Centraal-Afrikaanse Republiek en westelijk Congo-Kinshasa.
Het leefgebied is half open bos en cultuurlandschap met boomgaarden (vijg, mango, banaan, guave, sapodilla, oliepalm en dadel). De grijze bananeneter komt zowel voor in savannegebied als aan de randen van het regenwoud, in heuvelland tot op 1300 m boven de zeespiegel.

## Status
De grootte van de populatie is niet gekwantificeerd. Het is een zeer algemene tot talrijke vogelsoort (vooral in Senegal en Gambia).  Om deze reden staat de grijze bananeneter  als niet bedreigd op de Rode Lijst van de IUCN.